# Cameron International
Cameron International Corporation (ранее Cooper Cameron Corporation (CCC) и Cooper Oil Tool, Cameron Iron Works) — мировой поставщик систем контроля давления, производства, обработки и регулирования потока, а также услуг по управлению проектами и послепродажному обслуживанию для нефтегазовой и обрабатывающей промышленности. В 2016 году компания Cameron была приобретена компанией Schlumberger (SLB) и получила название «Cameron, an SLB Company». На момент приобретения SLB в 2015 году в компании Cameron работало около 23 000 человек, а выручка составила 9,8 миллиарда долларов.

## История
Компания Cooper Industries была основана в 1833 году, когда Чарльз и Элиас Купер открыли литейный завод в Маунт-Верноне, штат Огайо. В 1869 году компания Cooper получила лицензию на производство паровых двигателей Corliss, а в 1900 году началось производство двигателей внутреннего сгорания на природном газе. В 1929 году компания Cooper получила название Cooper-Bessemer после слияния с компанией Bessemer Gas Engine Company, которая была основана в Гроув-Сити, штат Пенсильвания, в 1899 году. В 1958 году компания Cooper диверсифицировала свою деятельность в сфере управления, основав компанию En-Tronic Controls Group. Через пять лет компания Cooper приобрела компанию Ajax Engines, основанную в 1877 году, и компанию Pennsylvania Process, основанную для производства компрессоров в 1920 году.
В 1965 году растущая компания Cooper Industries занялась производством электрооборудования, автомобилей, инструментов и оборудования. В 1967 году она перенесла свою штаб-квартиру в Хьюстон, а в 1968 году создала совместное предприятие Cooper Rolls с Rolls-Royce для продажи газовых турбин.
В 1987 году компания Cooper приобрела компанию Joy Industrial Compressor Group, основанную в 1955 году в Буффало, Нью-Йорк, которая была переименована в Cooper Turbocompressor как часть Cooper Compression. Компания W-K-M valves, основанная в 1905 году в Хьюстоне, и компания Demco Valve Company, основанная в 1947 году, были приобретены подразделением Cooper Flow Control Division в том же году. В 1988 году компания Cooper приобрела бизнес по послепродажному обслуживанию двигателей Enterprise.
В 1989 году была приобретена компания Cameron Iron Works, которая была переименована в Cooper Oil Tool. Компания Cameron Iron Works была основана в Хьюстоне в 1920 году Гарри Кэмероном и Джеймсом Аберкомби и в 1951 году открыла филиал в Канаде в Эдмонтоне. В 1954 году она приобрела компанию British Oil Field Equipment Company из Лондона и Лидса, а в 1987 году — компанию по производству клапанов и устьев скважин McEvoy, основанную в 1905 году, и компанию по производству нефтепромысловых дроссельных заслонок Willis, основанную в 1939 году.
В 1994 году компания Cooper Industries выделила свою группу по производству нефти и промышленного оборудования, чтобы сосредоточиться на производстве электротехнической продукции, автомобильной продукции и инструментов и скобяных изделий. Подразделение Cameron Forged Products было приобретено компанией Wyman-Gordon. В 1995 году компания Cooper Cameron Corporation была выделена как публичная компания с отдельной группой управления, а подразделения Cameron и Cooper Cameron Valves были сформированы из Cooper Oil Tool. Бизнес компании Wheeling Machine Products Company по производству нефтепромысловых муфт также был продан.
С 1996 по 1998 год растущая компания приобрела множество различных компаний, которые были объединены в разные подразделения. Ingram Cactus Corporation, Tundra Valve & Wellhead Corporation, Wellhead Services и Marta Company были объединены в Cameron. Ajax Repair & Supply, General Turbine Systems, PDQ Machine и некоторые активы Enox Technologies были приобретены и объединены в Cooper Energy Services. Ball Valve и Orbit Valve International были приобретены компанией Cooper Cameron Valves.
В 1999 году подразделение по производству ротационных компрессоров было продано компании Rolls-Royce, а Cooper Energy Services объединилась с Nickles Industrial Manufacturing и приобрела Elliot Turbocharger Group, Inc. Три года спустя компания Cooper Cameron Valves приобрела Nutron Industries, а в 2003 году Cooper Energy Services и Cooper Turbocompressor объединились в компанию Cooper Compression.
В XXI веке компания Petreco International начала работать как отдельное подразделение, а PCC Flow Technologies, NuFlo Technologies и Dresser Flow Control были объединены в Cooper Cameron Valves и Cameron.
В 2006 году компания Cooper Cameron Corporation официально сменила название на Cameron International Corporation.
В 2011 году компания Cameron приобрела подразделения LeTourneau Technologies, занимающиеся бурением, морскими и энергетическими системами.
В ноябре 2012 года компания Cameron объявила о планах выделить своё подразделение по подводным работам (и получить 600 миллионов долларов от Schlumberger) для создания совместного предприятия с компанией Schlumberger Framo, занимающейся видеонаблюдением, обеспечением потока и энергоснабжением и контролем.
В июне 2013 года компании Cameron и Schlumberger объявили, что OneSubsea — совместное предприятие по производству и разработке продукции, систем и услуг для рынка подводной добычи нефти и газа — получило все необходимые разрешения регулирующих органов. Стороны завершили сделку по запуску OneSubsea 30 июня 2013 года.
20 января 2014 года компания Cameron объявила, что её подразделение по производству поршневых компрессоров (последний прямой преемник Cooper-Bessemer Corp) будет приобретено компанией GE Oil and Gas и войдёт в состав бизнес-подразделения Downstream Technologies Solutions.
В августе 2014 года было объявлено, что компания Ingersoll-Rand приобретёт установку центробежного сжатия Cameron International за 850 миллионов долларов.
В апреле 2016 года компания Schlumberger, предоставляющая нефтесервисные услуги, завершила приобретение Cameron International за 14,8 миллиарда долларов, частично оплатив сделку акциями и наличными.

## Галерея

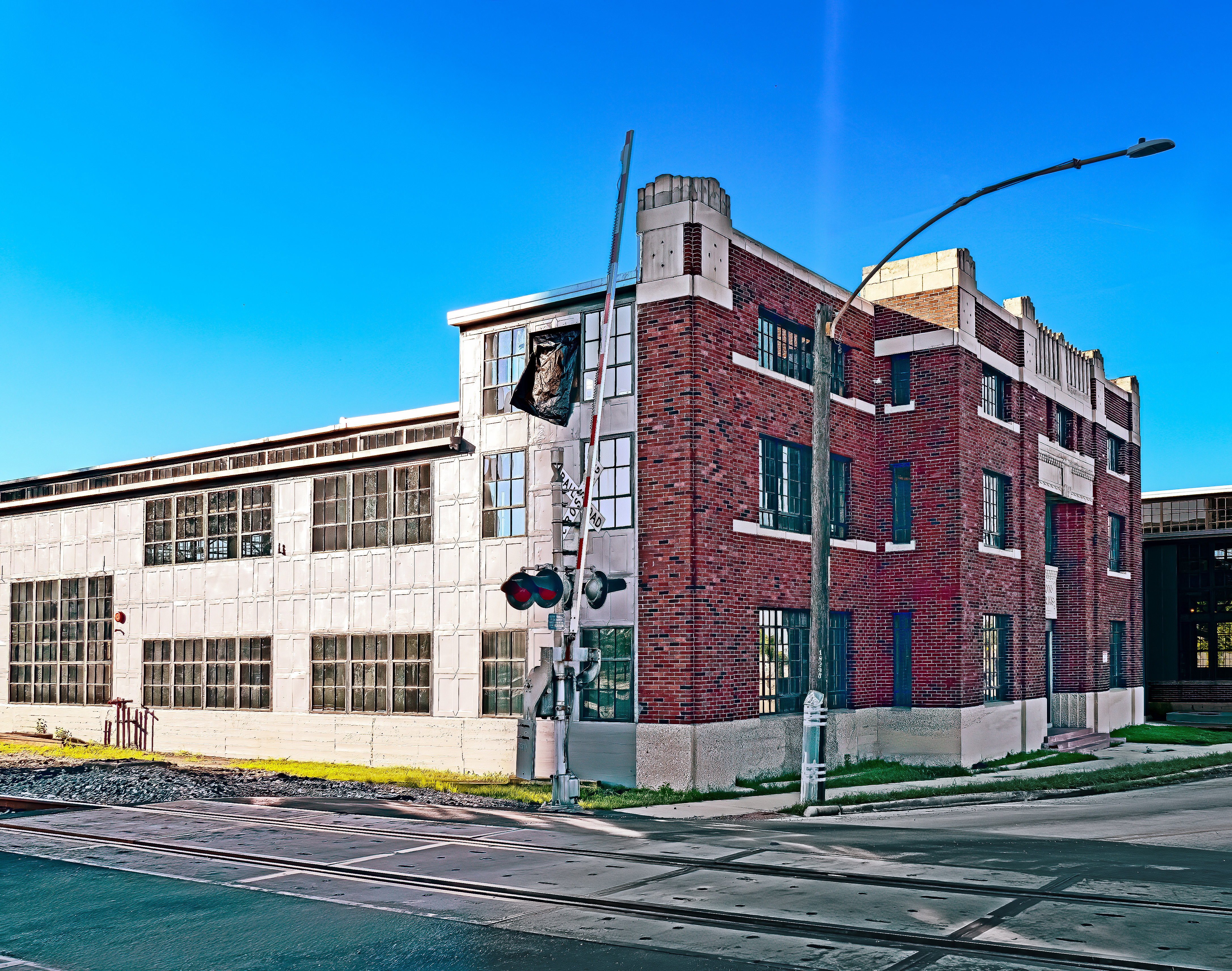
Оригинальное здание металлургического завода Cameron. Внесено в Национальный реестр исторических мест
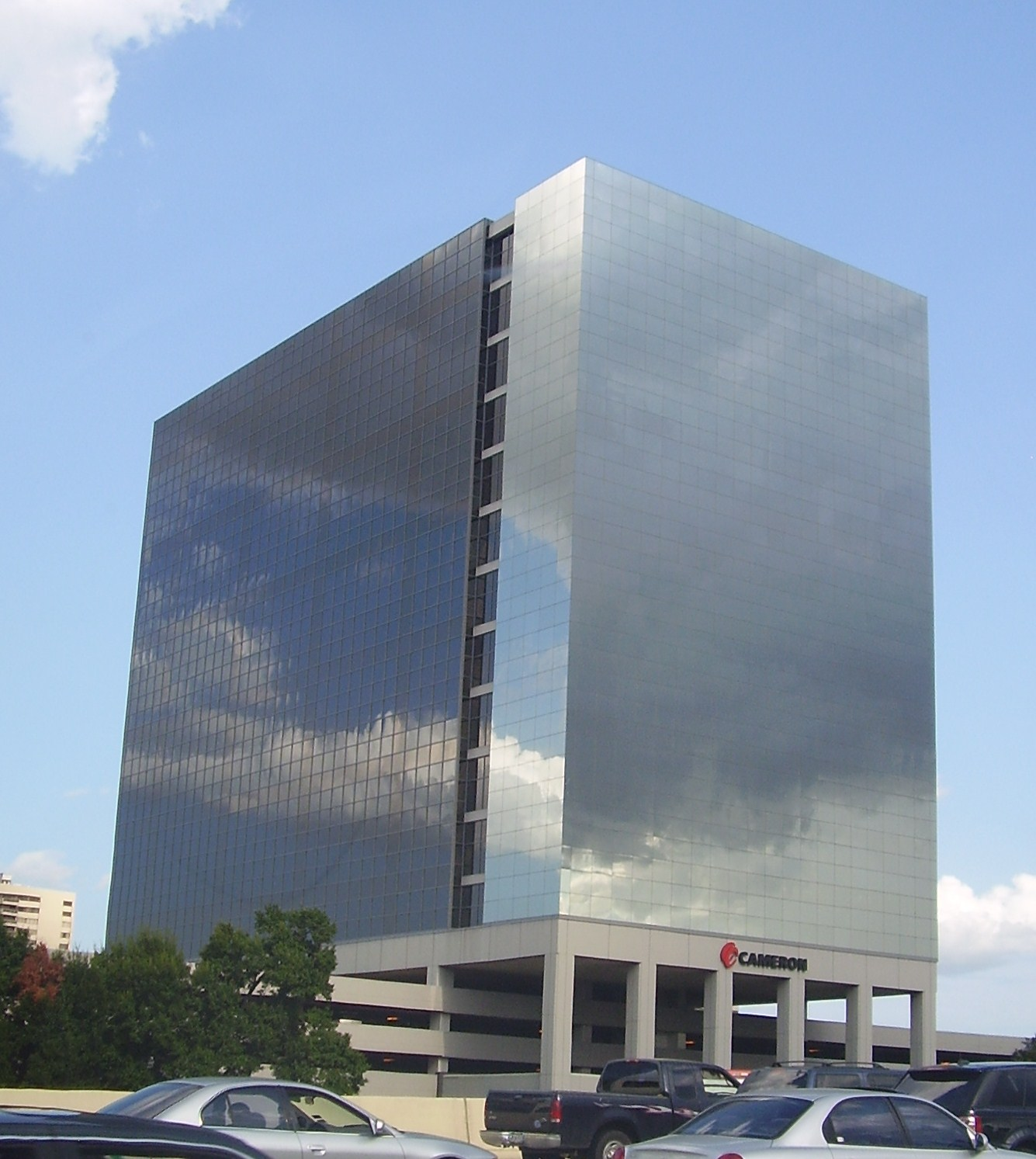
Парк Тауэрс Саут — бывшая штаб-квартира Cameron
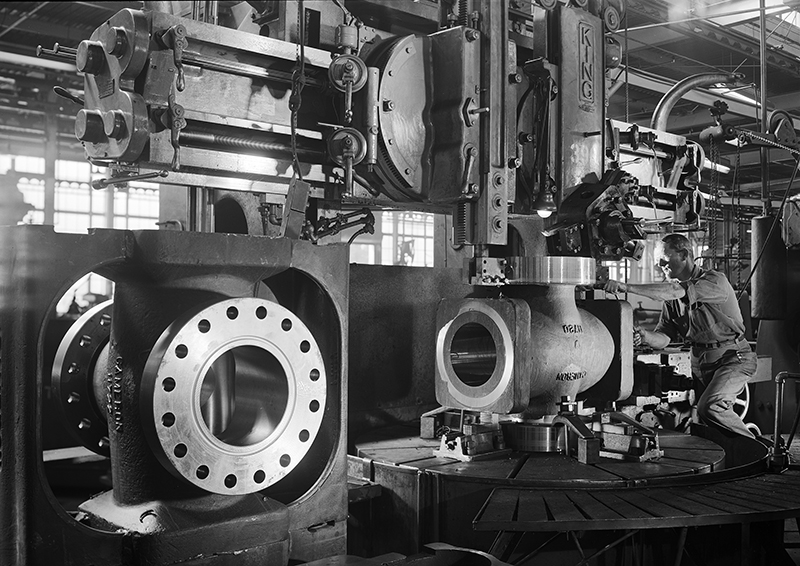
Рабочий обрабатывает фланец с отверстием, Cameron Iron Works, Хьюстон, 1948 год